# Zhaba (ethnie)
 (mars 2025).
Si vous disposez d'ouvrages ou d'articles de référence ou si vous connaissez des sites web de qualité traitant du thème abordé ici, merci de compléter l'article en donnant les références utiles à sa vérifiabilité et en les liant à la section « Notes et références ».
Les Zhaba (扎巴, parfois transcrit Chábā), ainsi qu'ils se nomment eux-mêmes, ou Buozi, constituent une ethnie tibétaine établie dans l'Ouest de la vallée du Sichuan en Chine forte d'environ 14 000 membres et parlant la langue Zhaba. Ils sont majoritairement agriculteurs et se singularisent de par leur tradition des "mariages ambulants", ou "visites conjugales", comparable à celle de l'ethnie Moso, dans la région du Lac Lugu (Yunnan), plus nombreuse et mieux étudiée.

## Localisation
Les Zhaba vivent entre les villages de Yàzhuō, Zhātuō, Hóngdǐng, Zhōngní et Xiàtuō dans le Xian de Dawu et Mùróng et Pǔbāróng, dans le Xian de Yajiang, deux districts qui dépendent de la Préfecture autonome tibétaine de Garzê.

## Les mariages ambulants
Le nom vernaculaire du mariage ambulant est Rèzuòyicí (热作侬茲), qui signifie littéralement : aller rendre une visite à la fille chez elle. Ceux qui participent à ce rituel se nomme mutuellement gāyī (呷依), ce qui signifie aimé — mot qui n'est utilisé que dans ce contexte. Le mariage ambulant repose sur l'attirance partagée et exclut toute question financière, puisqu'il ne mène pas à la fondation d'un foyer stable. Une de ses raisons d'être peut néanmoins être financière : l'organisation matrifocale permet d'éviter le morcellement des terres agricoles cultivables, dans cette région aride et difficile.
Il a toujours existé des familles stables et exclusives (monogames, polygames ou polyandres) au sein de la communauté Zhaba, mais une grande proportion de cette population pratique le "mariage ambulant", qui malgré une apparente liberté est strictement codifié. les amants ne doivent pas frayer avec des familles polygames ou polyandres, doivent éviter les personnes de mauvaise réputation, souffrant de maladies, etc. Le tabou de l'inceste y est respecté (la généalogie est transmise oralement), sur sept générations, et il est interdit aux frères et sœurs de parler de sexualité ensemble, même pour plaisanter. Les sœurs ne doivent pas montrer leurs bras ou leurs jambes à leurs frères.

Les enfants nés de ces unions relèvent d'une filiation matrilinéaire, ils grandissent auprès de leur mère et de leurs oncles maternels. Cette organisation familiale et les tabous qui entourent le mariage ambulant créent un climat de gène entre personnes de sexe différent au sein d'une même famille. Les femmes évitent même de croiser des membres masculins de leur famille lorsqu'elles sont enceintes.
Les hommes qui pratiquent ce type d'union doivent tout d'abord obtenir un jeton, qu'il leur faut dérober à la femme qu'ils convoitent, au cours d'un simulacre de poursuite. Lorsqu'une femme est intéressée, elle se laisse rattraper. Si elle ne l'est vraiment pas, il sera impossible à son soupirant d'obtenir le jeton. Il doit exister une connexion émotionnelle ou une attirance sexuelle entre les deux personnes. La première nuit, l'homme doit escalader la maison de la femme à une heure convenue pour lui rapporter le jeton et consommer leur union. S'il n'y parvient pas, il rentrera chez lui bredouille. S'il y parvient, il aura par la suite le droit de passer par la porte. Il doit quitter son amante au petit matin. L'escalade n'est pas la seule épreuve imposée à l'amant, celui-ci doit marcher des kilomètres pour aller à la rencontre de sa possible partenaire de la nuit. Si la femme refuse de recevoir un homme, elle est assistée par ses sœurs, qui jettent sur l'importun de l'eau et des pierres jusqu'à ce qu'il s'en aille. Les tentatives infructueuses ne font jamais l'objet de moqueries. Si la jalousie semble rare chez les Zhaba, les peines de cœur et la douleur de la séparation existent. Par ailleurs, l'excès de relations est vu d'un mauvais œil, comme le démontre une chanson qui dit : « Une fille d'une grande beauté vit au pied de cette montagne. Femme, s'il te plait, ne sois pas fière de ta beauté. Tu as eu des centaines de gāyī, mais moi je n'ai jamais pensé à te visiter une seule fois »
Les Zhaba vivent de manière très isolée, à une altitude moyenne de 2700 mètres, alors leur mode de vie a longtemps bénéficié d'une totale tolérance de la part des autorités chinoises, qui imposent pourtant la monogamie depuis 1950. La politique de l'enfant unique (1979-2015) a néanmoins bouleversé les usages, forçant les femmes à déclarer un époux sous peine d'amende et installant l'idée totalement inédite dans la région de la possession d'une personne sur une autre. La tradition perdure toutefois, mais décline sensiblement au contact de la culture mondialisée « L'arrivée d'internet, des smartphones et des séries télévisées sentimentales sud-coréennes, couplée au développement des moyens de transport et des opportunités d'études, ont inexorablement exposé les Zhaba à d'autres modes de vie. ».
Les Zhaba, les Moso, mais aussi des Jiāróng de la région de Dānbā et d'autres ethnies voisines ont des traditions proches, ce qui laisse penser qu'il a existé une région plus ou moins circulaire d'environ 400 kilomètres de circonférence rayonnant autour de Danba et Dawu, dont la société était organisée de manière matrilinéaire et, sans doute, avec des relations amoureuses non exclusives.
Marco Polo rapporte sur un ton enjoué les mœurs amoureuses de tribus du Tibet oriental :
« 
Nul homme de cette contrée pour rien du monde ne prendrait à femme une garce pucelle et disent qu'elles ne valent rien, si elles ne sont usées et accoutumées de gesir avec les hommes. Et font en telle manière que quand les voyageurs passent, si se préparent les vieilles femmes avec leurs filles ou leurs parentes et vont avec ces garces pucelles et les mènent aux gens étrangers qui par là passent, et les donnent à chacun qui veut en prendre pour en faire leur volonté... Mais quand elles sont mariées si les tiennent trop chères, et ont pour trop grande vilenie si l'un touche la femme à l'autre... Or vous ai conté de ces mariages bien faits pour conter et pour dire, car devraient bien y aller les jeunes bacheliers pour avoir de ces pucelles à leur vouloir tant comme ils demanderaient et seraient priés sans nul coût. 
 »
— Le Livre de Marco Polo.

## Religion
Les Zhaba pratiquent majoritairement le Bouddhisme tibétain, avec des influences pré-bouddhistes. Ils vouent un culte aux démons et aux fantômes et font des sacrifices aux démons qui, selon eux, vivent à l'intérieur des montagnes.